# Le Petit Cheval bossu (film, 1947)
Pour les articles homonymes, voir Le Petit Cheval bossu.
Pour plus de détails, voir Fiche technique et Distribution.
Le Petit Cheval bossu (Конёк-Горбуно́к / Koniok-Gorbounok) est un film d'animation soviétique d'Ivan Ivanov-Vano adapté de l'œuvre éponyme de Piotr Erchov et sorti en 1947.
C'est le premier long métrage du « patriarche de l'animation soviétique »[réf. nécessaire].

## Synopsis
Influencé par un conseiller jaloux, le Tsar cherche à mettre à l'épreuve Ivan le Benêt, un jeune garçon apparemment doté de pouvoirs exceptionnels, en lui confiant des missions à première vue impossibles. Malgré les tracasseries incessantes de ses deux frères, le héros relève pourtant ces défis avec succès, avec l'aide d'un petit cheval bossu volant qu'il a reçu en cadeau. Cet animal magique lui permet notamment d'atteindre un château, de tourner en ridicule le tsar, bête et méchant, ainsi que ses avides courtisans. Transformé en un beau jeune homme, il délivre la princesse qui était prisonnière. Elle lui donne son cœur et il l'épouse.

## Fiche technique
- Titre original : Конёк-Горбуно́к (Koniok-Gorbounok)
- Titre français : Le Petit Cheval bossu ;  Ivan et son poney magique (sortie DVD)
- Réalisation : Ivan Ivanov-Vano, Viktor Alekseïevitch Gromov (ru) et Alexandra Snejko-Blotskaïa
- Scénario : Nikolaï Rojkov et Evgueni Pomechtchikov, d'après le conte-poème de Piotr Erchov (1834)
- Animation : Roman Davydov, Lev Miltchine, Alexandra Snejko-Blotskaïa, Victor Gromov
- Dessins : Y. Boutyrine, N. Fiodorov, V. Kroumine, R. Mirenkova, M. Rogova, V. Chevkov, V. Kouchnerev, V. Arsentiev, O. Safronov, P. Panov, M. Voskaniantz
- Photographie : Mikhail Druyan
- Musique : Viktor Oranski, Vladimir Vassiliev
- Société de production : Soyuzmultfilm Studio
- Pays d'origine : URSS
- Langue : russe
- Format : Couleur - 35 mm - 1,37:1 - son mono
- Genre : animation
- Durée : 57 minutes (version de 1947) / 75 minutes (version de 1975)
- Dates de sortie :
  - version de 1947 :   Union soviétique : 10 janvier 1947 ;   France : 24 mars 1953
  - version de 1975 :   Union soviétique : 24 octobre 1975 ;   France : 28 février 1979

## Distribution

### Voix originales
- Valentina Sperantova : Ivan
- Alik Kachanov : cheval bossu
- Georgi Chernovolenko : narrateur
- Anatoli Koubatski : Gavrilo
- Georgiy Millyar : tsar
- Galina Novojilova : princesse
- Leonid Pirogov : Danilo
- Gueorgui Vitsine : boyard

### Voix françaises

#### 1erdoublage (1953)
Réalisé par Procinex, adaptation d'Edmond Cary
- Renée Dandry : le petit cheval bossu
- Renée Simonot : la princesse
- Léonce Corne : le méchant palefrenier
- Martial Rèbe : le Tsar
- Jacques Delvigne : Simplet

#### 2edoublage (1979)
Réalisé par Studios Filmexport, adaptation de Gleb Plaxine Fiche de Planète Jeunesse
- Jeanine Forney : le petit cheval bossu
- Marcelle Lajeunesse : Ivan
- Jocelyne Jeanssen : la mère du petit cheval
- Danièle Hazan : la Sirène
- Gérard Dessalles : le narrateur

#### 3edoublage (vers 1998)
- Alessandra Martines : le petit cheval bossu
- Christophe Lemoine : Ivan
- Naiké Fauveau-Mellerin : la mère du petit cheval / la dame de l'onde
- Joseph Falcucci : le Tsar, un frère d'Ivan
- Marc Bretonnière : un frère d'Ivan
- Gérard Rinaldi : le rival d'Ivan
- Albert Augier : le narrateur / la baleine

## Production
Comme le film d'origine était en mauvais état et que les techniques modernes de restauration n'étaient pas encore connues, Ivan Ivanov-Vano décida de réaliser une nouvelle version de son film en 1975. Il améliora les animations (tout particulièrement celles des animaux) et rajouta quelques scènes.
En 2004, le film original fut restauré et distribué en DVD par Krupny Plan.

## Distinctions
- 1948 : Diplôme d'honneur au Festival de Mariánské Lázně (Tchécoslovaquie)

## Autour du film
- Le film s'inspire d'un conte en forme de poème, c'est pourquoi les dialogues sont en vers.
- Ce film a particulièrement séduit Osamu Tezuka qui l'a vu de nombreuses fois et s'en serait inspiré pour sa dernière série d'animation, Magie bleue[1].